# Біловське (Бєлгородська область)
Біловське (рос. Беловское) — село у Бєлгородському районі Бєлгородської області Російської Федерації.
Населення становить 2040 осіб. Входить до складу муніципального утворення Біловське сільське поселення.

## Історія
Населений пункт розташований у східній частині української суцільної етнічної території — східній Слобожанщині.
Згідно із законом від 20 грудня 2004 року № 159 від 1 січня 2006 року належить до муніципального утворення Біловське сільське поселення.

## Населення
| 2002 | 2010  |
| ---- | ----- |
| 1665 | ↗2040 |

## Мешканці
В селі народився Буханов Віталій Степанович (1926—1965) — російський радянський поет.